# Beyrie-sur-Joyeuse
Beyrie-sur-Joyeuse (baskisch Bithiriña) ist eine französische Gemeinde mit 536 Einwohnern (Stand 1. Januar 2022) im Département Pyrénées-Atlantiques in der Region Nouvelle-Aquitaine. Die Gemeinde gehört zum Arrondissement Bayonne und zum Kanton Pays de Bidache, Amikuze et Ostibarre (bis 2015: Kanton Saint-Palais).
Die Bewohner werden Bitirindar genannt.

## Geographie
Beyrie-sur-Joyeuse liegt in einem hügeligen und waldreichen Landstrich ca. 50 km südöstlich von Bayonne und unweit von Saint-Palais im Pays de Mixe in der historischen Region Nieder-Navarra im französischen Teil des Baskenlands.
Umgeben wird der Ort von den Nachbargemeinden:
|                     | Amorots-Succos Béguios Luxe-Sumberraute     | Amendeuix-Oneix |
| Méharin Armendarits | Kompassrose, die auf Nachbargemeinden zeigt | Saint-Palais    |
| Lantabat            |                                             | Orsanco         |

Beyrie-sur-Joyeuse liegt im Einzugsgebiet des Flusses Adour. Ein Zufluss der Bidouze, die Joyeuse, durchquert das Ortsgebiet mit ihren Zuflüssen
- Teilérako Erreka,
- Pagardoyko Erreka,
- Lakugneko Erreka,
- Otsaraneko Erreka,
- Aiherdiko Erreka,
- Lapitchuta Erréka und
- Algeiruko Erreka mit seinem Zufluss
  - Iroiko Erreka.

Ebenso bewässert ein weiterer Nebenfluss der Bidouze, der Laherminagako Erreka oder auch Minhurièta Erreka genannt, das Gebiet der Gemeinde.

## Geschichte
Beyrie-sur-Joyeuse wird laut Jean-Baptiste Orpustans Nouvelle toponymie basque im Jahre 1072 erstmals als Beiria erwähnt. Weitere Toponyme waren in der Folge Berina, Beirie und Beiries (1119), Beyrina (1125), Sanctus Julianus de Beirie (1160), Beyrina (1292), Beyrie (1350), Sent Juliaa de Beyrie (1472, Notare aus Labastide-Villefranche), Beyria und Veyria (1621, nach Martin de Viscay). Auf der Karte von Cassini 1750 ist die Gemeinde als Beyrie eingetragen, während der Französischen Revolution 1793 als Beirie geführt und während des Französischen Konsulats acht Jahre später als Beyrie. Zur Unterscheidung zur gleichnamigen Gemeinde Beyrie-en-Béarn ist seit 1961 der Zusatz „sur-Joyeuse“ angefügt.
Die Gemeinde liegt auf dem Jakobsweg nach Santiago de Compostela. Im Mittelalter gab es deshalb dort eine Pilgerherberge. Die adeligen Familien von Beyrie-sur-Joyeuse waren stets den Königen von Navarra treu ergeben, die ihnen im Gegenzug einflussreiche Stellungen im Königreich übertrugen. Die erste Familie der Ainziburu hatten ihre Glanzzeit im 13. Jahrhundert, als sie die Ehre hatten, beim Schwur des Lehnseids gegenüber Sancho dem Starken zugegen zu sein. Die Familie von Beyrie, die der Gemeinde den Namen gaben, residierten in einer Burg des 13. Jahrhunderts, die an der Stelle einer ehemaligen Erdhügelburg gebaut worden war. Im Zweiten Weltkrieg war die Gemeinde von deutschen Truppen besetzt, was zur Folge hatte, dass die Burg erheblich beschädigt wurde.

### Wappen

Wappen von Beyrie-sur-Joyeuse

Das Wappen ist in vier Felder eingeteilt und lässt sich nach Guy Ascarat, Heraldiker und Historiker, folgendermaßen interpretieren.
Der Löwe (König auf Erden) und der Adler (König der Lüfte) sind die gemeine Figuren, die in kommunalen Wappen am häufigsten gegenübergestellt werden. Beide sind Zeichen von Stärke und Macht. Das Adlersymbol hat allerdings eine größere kriegerische Nebenbedeutung.
Das Wappen ist das der Lehnsherren von Domezain in der Soule, die 1440 das Lehen von Beyrie-sur-Joyeuse durch eine Heirat zwischen Guillaume de Domezain und Jeanne de Beyrie erhielten.

### Einwohnerentwicklung
Nach Höchstständen der Einwohnerzahl in der Mitte des 19. Jahrhunderts von über 900 Einwohnern setzte die Landflucht ein und reduzierte die Zahl in Wellen bis zu den 1960er Jahren auf weniger als die Hälfte. Seitdem hat sie sich wieder um rund 20 % erhöht.
| Jahr      | 1962 | 1968 | 1975 | 1982 | 1990 | 1999 | 2006 | 2009 | 2022 |
| --------- | ---- | ---- | ---- | ---- | ---- | ---- | ---- | ---- | ---- |
| Einwohner | 446  | 425  | 450  | 451  | 460  | 464  | 505  | 509  | 536  |

## Sehenswürdigkeiten

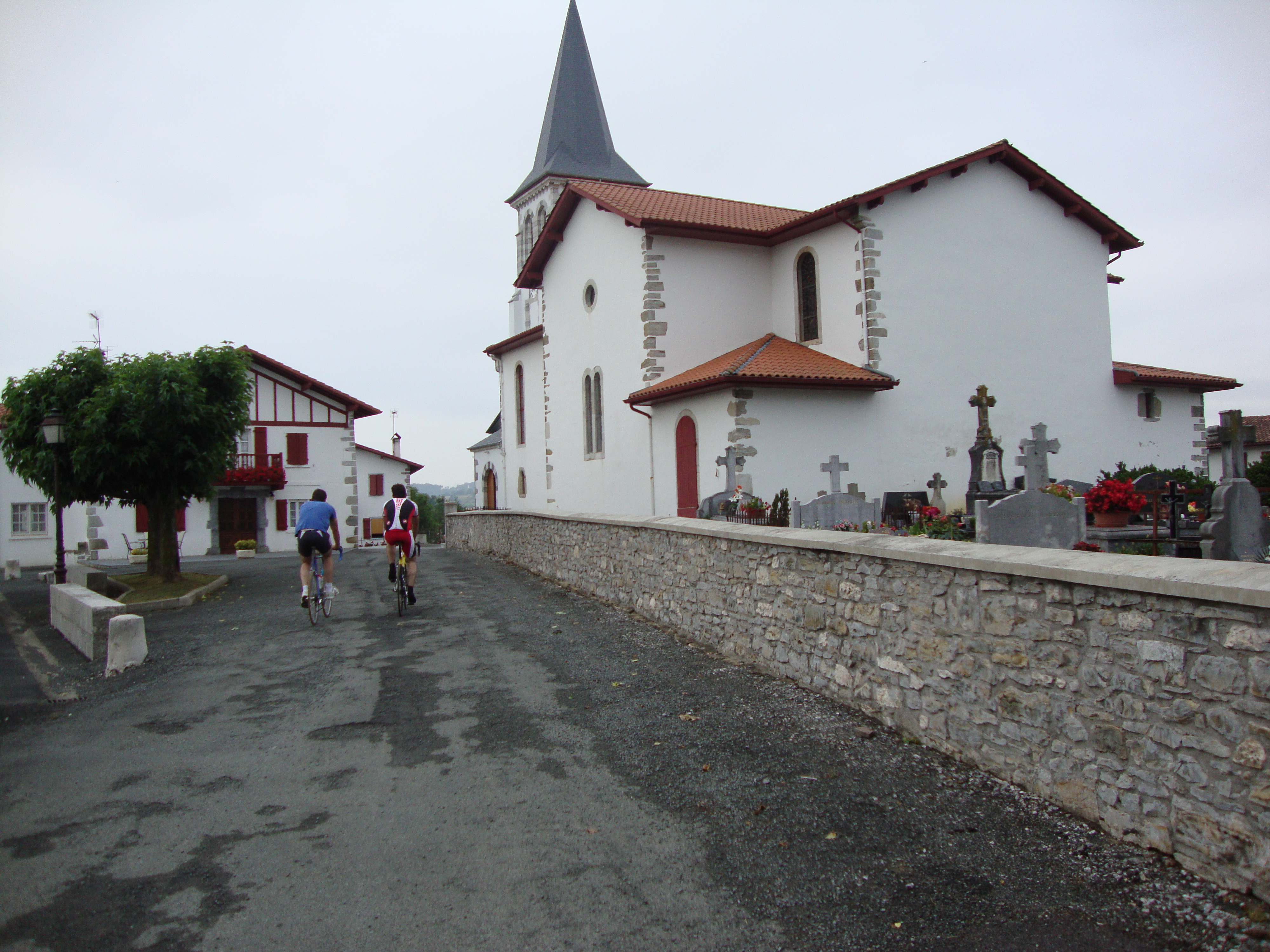
Pfarrkirche Saint-Julien-de-Lescar von Beyrie-sur-Joyeuse

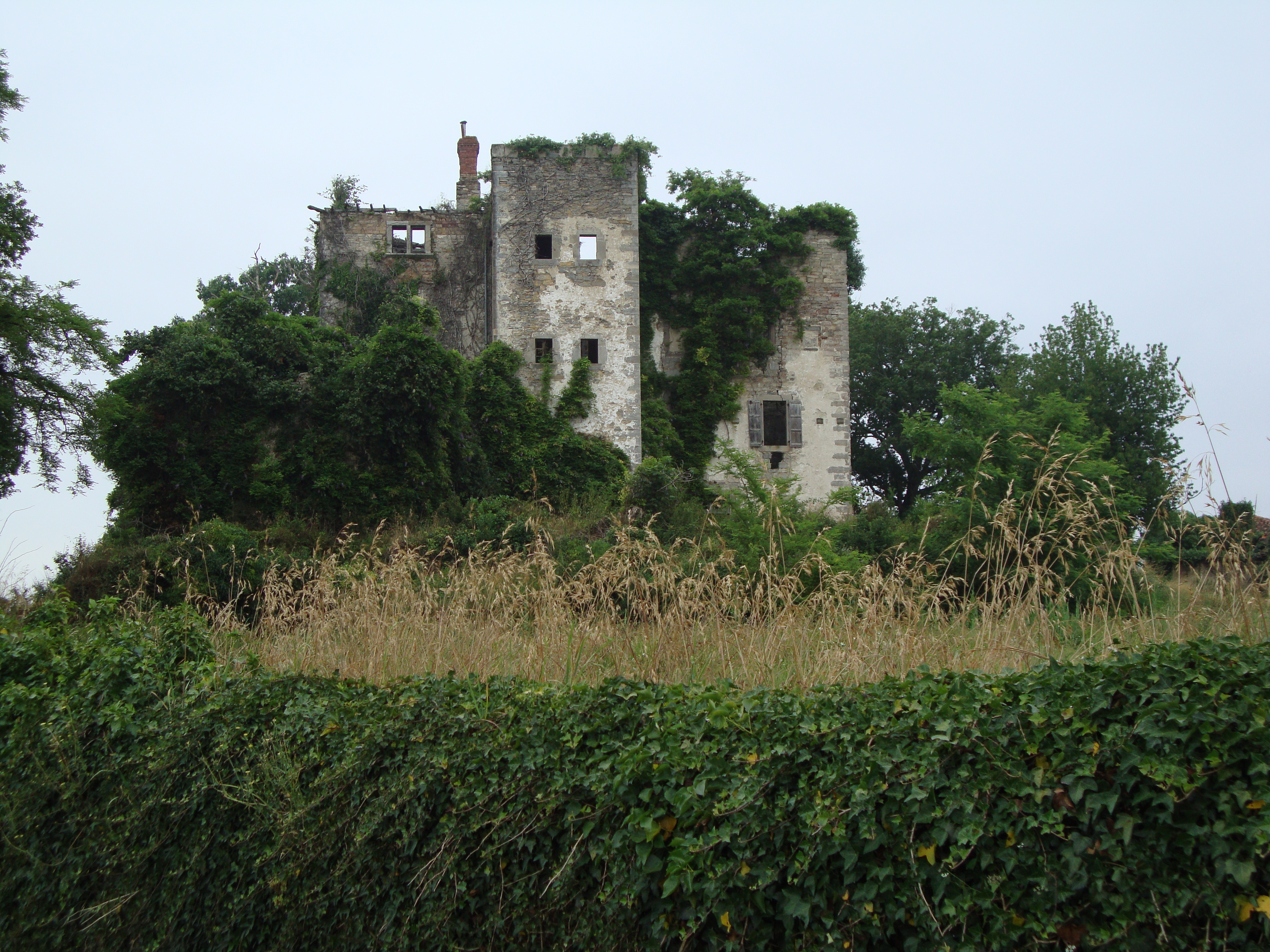
Ruine des Schlosses von Beyrie-sur-Joyeuse

- Pfarrkirche, seit 1830 dem heiligen Julien I., dem ersten Bischof von Lescar, gewidmet. Er christianisierte im 5. Jahrhundert den Landstrich rund um das Oppidum Beneharnum, woraus sich später die Gemeinde Lescar entwickelte. Ursprünglich gehörte Beyrie-sur-Joyeuse zum Bistum von Lescar, bevor sie zum Bistum Bayonne übertragen wurde. Nach der Französischen Revolution verschlechterte sich der Bauzustand der früheren Kirche. Deshalb entschloss sich die Gemeinde 1886 zu einem fast vollständigen Neubau, der 1889 fertiggestellt wurde, wie die Inschrift Raedeficata anno Domini 1889 unter dem Portalvorbau belegt. Das einschiffige, mit Schiefer gedeckte Gebäude hat einen Grundriss in Form eines lateinischen Kreuzes, wobei das Querhaus durch zwei Kapellen realisiert ist. Wie bei vielen baskischen Kirchen so erstrecken sich auch hier Emporen auf drei Seiten des Kircheninnern.[10][11]

- Ruine des Schlosses von Beyrie-sur-Joyeuse. Ein Lehnsherr von Beyrie ist in den Schriften des 12. Jahrhunderts erwähnt worden, ein zugehöriges Schloss erst ab 1320. Zu Beginn mit einem Wohnhaus ausgestattet wurde das Schloss mehrfach auf vier Wohntrakte im Laufe der Jahrhunderte ausgebaut. Im 16. Jahrhundert restauriert, erlitt es im Zweiten Weltkrieg mehrere Schäden, die es unbewohnbar machten.[12]

- Das Pfarrhaus ist wahrscheinlich bereits im 16. Jahrhundert errichtet worden. Es ist ein authentisches Haus aus Navarra mit den traditionell verwendeten Ochsenblutfarben. Die Fassade ist verziert mit einer mit einem Kreuz gekrönten Nische, in der sich eine Christusstatue befindet, von dem der Betrachter den Eindruck gewinnen kann, sie wache über das Haus und über jeden Gast.[13]

- Bauernhof Jauberria. Im 18. Jahrhundert erbaut, ist es eine der ältesten erhaltenen Häuser der Gemeinde. Wie bei allen baskischen Bauernhöfen ist das Erdgeschoss ursprünglich zum Unterstellen des Viehs gedacht, was die großen Öffnungen erklärt. Das Besondere an der Architektur im Pays de Mixe ist das Holzfachwerk ausschließlich in Höhe der ersten Etage, in der sich die Wohnräume, die Räume für Vorräte und die Heuböden befinden.[14]

## Wirtschaft und Infrastruktur

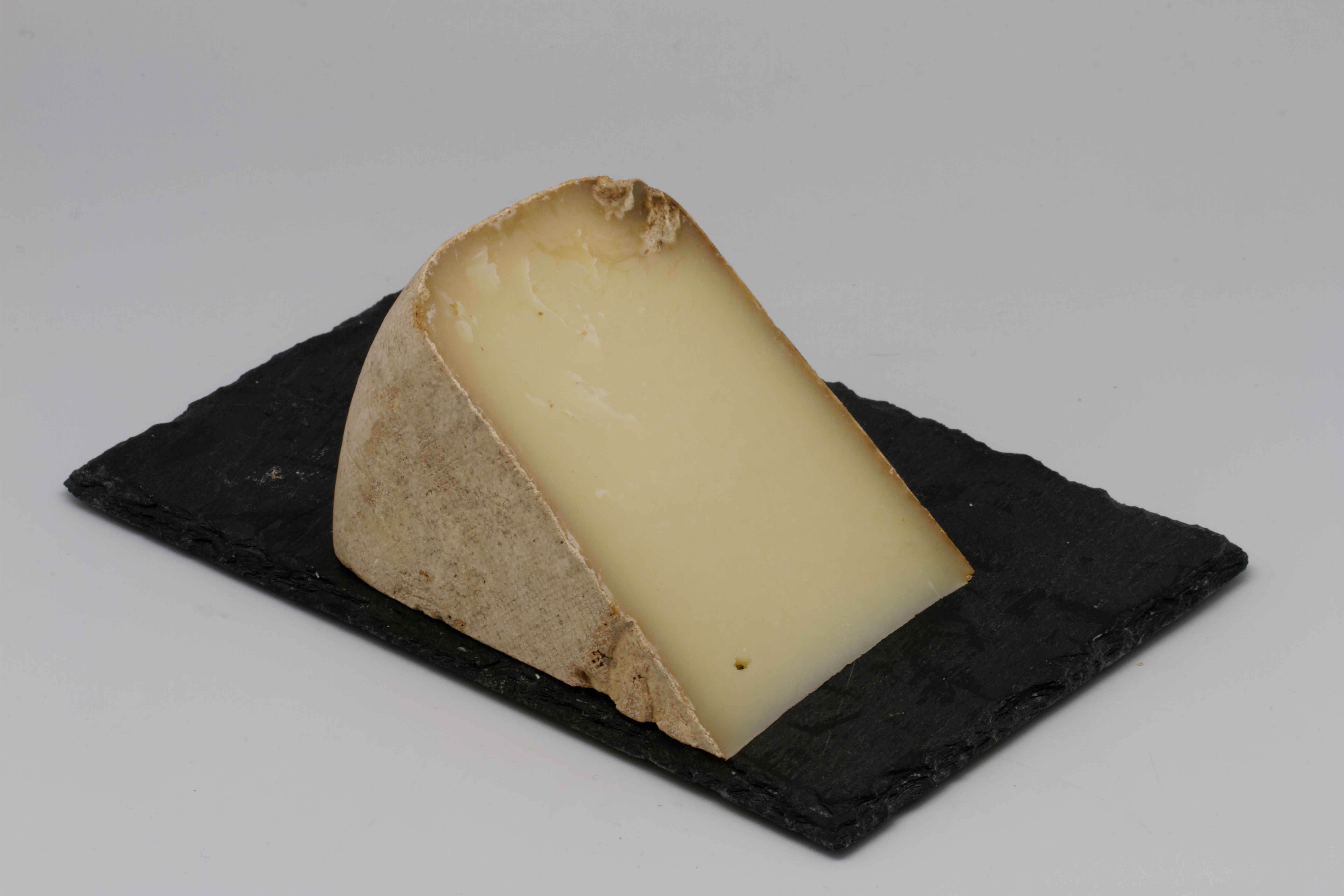
Ossau-Iraty

Die Landwirtschaft ist der wichtigste Wirtschaftsfaktor. Beyrie-sur-Joyeuse liegt in den Zonen AOC des Ossau-Iraty, ein traditionell hergestellter Schnittkäse aus Schafmilch, sowie der Schweinerasse und des Schinkens „Kintoa“.

### Bildung
Beyrie-sur-Joyeuse verfügt über eine öffentliche Grundschule.

### Verkehr
Beyrie-sur-Joyeuse wird durchquert von der Route départementale 8.